# IAudio

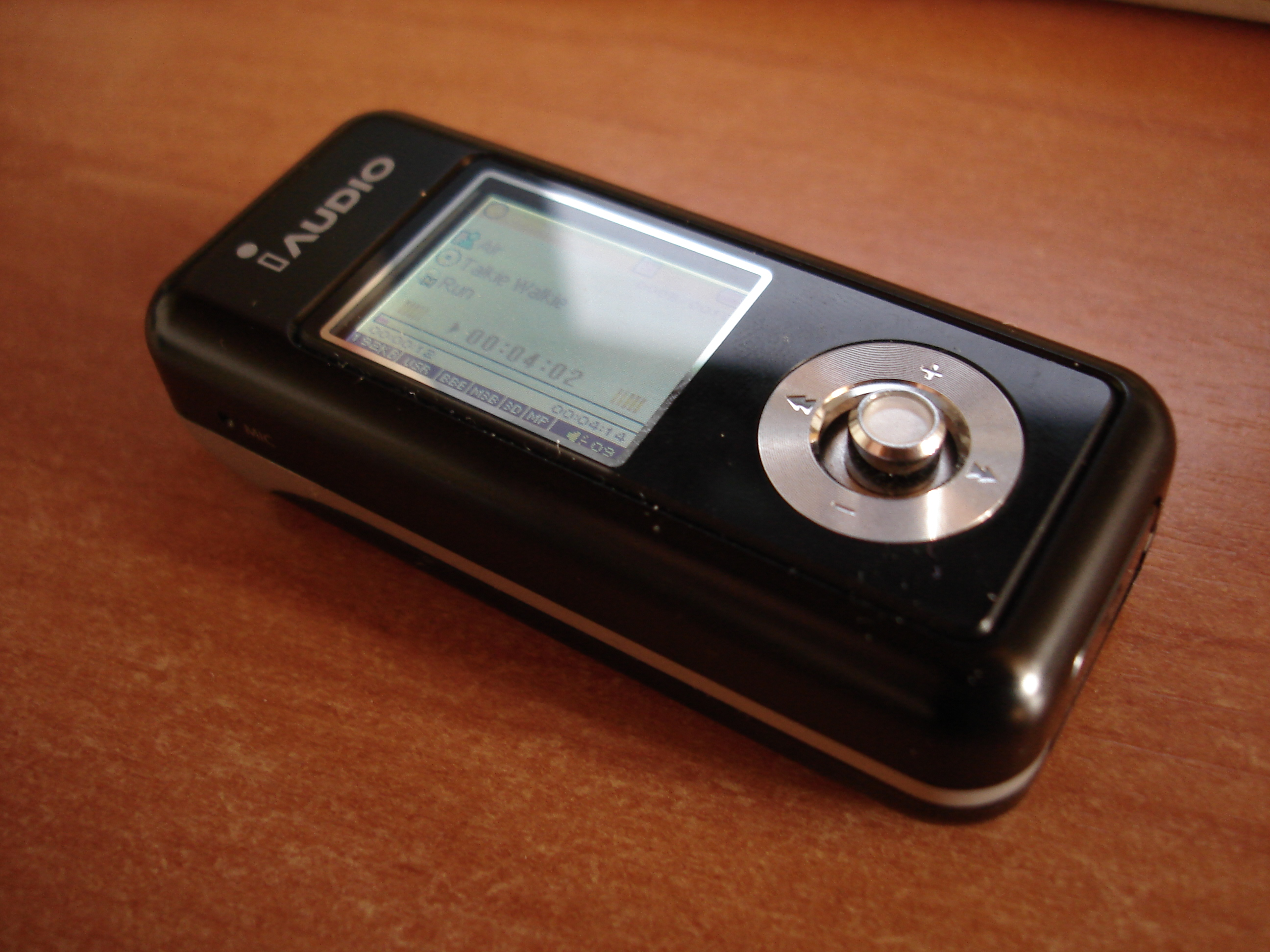
iAudio U3 Multimedia Player

iAudio ist der Markenname der Portable-Media-Player-Serie, welche von der Firma Cowon hergestellt wird.

## Die iAudio-Serie
Cowon iAudio stellt zwei Sorten von portablen Playern her: Player mit Flash-Speicher und Player mit eingebauter Festplatte.

### Flash-Speicher-Player

#### iAudio CW100, CW100s, CW200, CW250, CW 300
Mit dem iAudio CW100 stieg Cowon im Oktober 2000 in den MP3-Player-Markt ein.
Im März 2001 folgte eine verbesserte Version, der CW100s.
Im Dezember 2001 veröffentlichte Cowon den iAudio CW200. Dieser konnte neben dem Abspielen von Audiodateien außerdem UKW-Radio wiedergeben und mit dem eingebauten Mikrofon Geräusche, wie z. B. die Stimme, aufnehmen.
Eine verbesserte Version war der iAudio CW250.
Im Dezember 2002 veröffentlichte Cowon den iAudio CW300. Dieser entsprach dem CW250, allerdings war er auch mit AA-Batterien verwendbar und war besser verarbeitet.

#### iAudio 4
Der iAudio 4 wurde im Dezember 2003 vorgestellt und erweiterte die bisherigen Fähigkeiten der CW-Serie um die Verwendbarkeit als USB-Stick, BBE-Soundeffekte, Line-in-Aufnahme und ein LED-Display mit 124 Hintergrundfarben. Er wurde mit dem STMP-3420-Chipset von Sigmatel ausgestattet.

#### iAudio U2, G3, G2
2004 wurde der zum damaligen Zeitpunkt kleinste erhältliche Player, der iAudio U2, vorgestellt.
Er basierte auf dem STMP-3520-Chipsatz von Sigmatel.
Neuerungen waren USB 2.0, die Möglichkeit, das Format Ogg Vorbis wiederzugeben, sowie eine integrierte Uhr mit Alarmfunktion. Der eingebaute Lithium-Ionen-Akku erlaubte eine Spielzeit von 20 Stunden und wurde über den USB-Anschluss wieder aufgeladen.
Im November 2004 kam der Nachfolger des U2, der iAudio G3, welcher sich vom iAudio U2 dadurch unterschied, dass er mit einer herkömmlichen AA-Batterie betrieben wurde und somit bis zu 50 Stunden lang ohne Aufladen lief.
Der 2005 vorgestellte iAudio G2 war eine günstigere Version des G3: er bot kein UKW-Radio, USB 1.1 anstatt USB 2.0, und eine 40-stündige Playbackzeit, ebenfalls durch Verwendung einer AA-Batterie.

#### iAudio 5
Der iAudio 5 kam im Dezember 2004 heraus und bot zusätzlich 1000 verschiedene Displayhintergrundfarben.

#### iAudio F1
Im Juli 2005 wurde der iAudio F1 vorgestellt. Dieser war ähnlich zum iAudio U2, aber in einem interessanteren Design, mit einem OLED-Display und 32 mW Output.
Er spielt die Formate Ogg Vorbis, WMA, WAV, ASF und MP3 und kann UKW-Radio abspielen und aufnehmen. Auch Aufnahme von anderen Quellen, wie Mikrofon, ist möglich.
Speicherkapazität des Flashspeichers: 256 MB/512 MB/1 GB.

#### iAudio U3
Der Nachfolger des U2 wurde im Oktober 2005 vorgestellt: Der iAudio U3.
Das 260.000 Farben darstellende und 160 × 128 Pixel große Display erlaubt das Abspielen von Xvid-Videos.
Außerdem kann er JPEG- und TXT-Dateien anzeigen. Der Audiooutput wurde auf 30 mW pro Kanal erhöht. Ausgeliefert wurde der U3 mit einem
Telechips-TCC770-Audio-Chipset und dem Cirrus-Logic-CS42L51-Codec.
Mit der Lithium-Ionen-Batterie kann der Player 20 Stunden betrieben werden, bevor er per USB aufgeladen werden muss. Neuerung: ID3-Tag-Anzeige und DRM.
Speicherkapazität des Flashspeichers: 256 MB/512 MB/1 GB/2 GB/4 GB.

#### iAudio D2
Cowon präsentierte auf der CES 2007 einen neuen Multimediaplayer mit Videofunktion.
Die Steuerung zeichnet sich durch ein Touchscreen aus, das auf Berührung reagiert.
Der Player ist seit Februar 2007 in Deutschland mit einer Kapazität von 2, 4, 8 und 16 GB erhältlich. Zusätzlich kann der Speicher im Moment mit max. 32 GB SDHC-Speicherkarte somit auf maximal 48 GB erweitert werden.
Seit Anfang November ist in Deutschland auch eine Version mit Digital Audio Broadcasting Empfang erhältlich.
Spezifikationen:
- Menüführung wahlweise in: Deutsch, Französisch, Italienisch, Englisch, Spanisch etc.
- Wiedergabeformate: MP3, OGG, WMA, FLAC, WAV, TXT, JPEG, XviD (.avi) bis zu 320 × 240 Pixel (JetAudio zum Konvertieren von Videos)
- Touchscreenbedienung (zusätzlich insgesamt 4 Bedientasten: Ein/Aus/Hold, Lautstärke –/+, Menü)
- Zahlreiche Klangeffekte (BBE-Jeteffect-Soundsystems)
- Speicher intern: 2 GB / 4 GB / 8 GB / 16 GB Flash
- Speicher extern: optional erweiterbar per SD/SDHC/MMC-Speicherkarten (z. Zt. bis 32 GB)
- Schneller Datentransfer mit USB 2.0
- TV out: Videos, die auf dem Player gespeichert sind, können mit dem Fernsehgerät/Videobeamer etc. formatfüllend betrachtet werden
- Radioaufnahme, Sprachaufnahme mit dem eingebauten oder mit externem Mikrofon sowie Line-In-Aufnahme von externen Audiogeräten sind in guter Qualität möglich
- die Aufnahme von Radiosendungen kann programmiert werden und der D2 kann als Wecker eingesetzt werden
- Akkulaufzeit: bis zu 52 Stunden Audio oder 10 Stunden Video
- Akkuladen: via USB am PC oder mit dem mitgelieferten Steckernetzteil
- Wird vom PC als zusätzliches Laufwerk erkannt und in einem Dateimanager oder im Arbeitsplatz angezeigt
- Display 2.5" TFT-LCD / 16 Mio. Farben, QVGA (320x240), Touchscreen
- Wiedergabeformate
  - MP3: MPEG 1/2/2.5 Layer 3, ~320kbps, ~48khz, mono/stereo
  - WMA: ~256kbps, ~48khz, mono/stereo
  - WMA-DRM: kopiergeschützte Dateien von Downloadportalen
  - OGG: ~Q10, ~44.1khz, mono/stereo
  - FLAC: Compression Level 0 ~ 8, ~44.1khz, mono/stereo
  - WAV: ~48khz, 16bit, mono/stereo
  - Video im Xvid-Format (*.avi) bis zu 320x240 Pixel (QVGA), 30fps
- Abmessungen: 78,0 × 55,4 × 16,6 mm
- Gewicht: 91 Gramm (mit Akku)

#### iAudio 7
Ab Oktober 2007 ist eine Neuauflage des Cowon iAudio 6 im Handel erhältlich. Der einzige Unterschied gegenüber dem Vorgänger besteht in der Art des Speichers und der verschiedenen Farbkombinationen des Gehäuses. Anstatt der 0,85" Festplatte werden Flashspeicher mit einer Speicherkapazität von 4, 8 und 16 GB verbaut, wodurch sich zudem die Akkulaufzeit erhöht hat. Die USB On-the-go-Funktion ist weggefallen.

### Festplatten-Player

#### iAudio M3, X5(L), M5, A2, A3, Q5
Der iAudio M3 wurde im März 2004 vorgestellt. Die integrierte 1,8″-Festplatte gab es in einer 20-GB- und einer 30-GB-Version. Der M3 war der dünnste Player seiner Zeit und konnte 14 Stunden ohne Aufladen betrieben werden.
Der X5 entsprach dem M3, allerdings mit neuen Fähigkeiten und Merkmalen wie Farbdisplay und Videoplayback (MPEG-4, Xvid), integrierter Uhr und USB on-the-Go, also der Fähigkeit, ohne PC Bilder von einer Kamera herunterzuladen.
Der Klang kann dank des integrierten BBE-Jeteffect-Soundsystems vielfältig verändert werden.
Im Gegensatz zu herkömmlichen MP3-Playern werden die Titel nicht per ID3-Tags, sondern in einem konventionellen Ordnersystem geordnet. Somit können Anwender Strukturen aus dem Windows Media Player oder iTunes übernehmen. Der X5 unterstützt M3U-Wiedergabelisten und DRM.
Speicherkapazität der Festplatten: 20 GB/30 GB/60 GB.
Die Kürzel L/V hinter X5 stehen für eine verlängerte Laufzeit (X5L 35 Stunden Laufzeit bei Musikwiedergabe) durch einen größeren Akku (L) bzw. ein Modell ohne Radio (V).
Der A2 PMP Portable Multimedia Player kam gegen Ende 2005 auf den Markt. Ausgestattet ist er mit einem TFT-Videodisplay im 16:9-Format und integrierten Video Recording System, das mittels eines AV-Kabels vom TV oder DVD oder Videorecorder, Kamera etc. sowohl aufnehmen als auch abspielen kann. Die dabei unterstützen Formate sind MP4 (Video) und MP3 (Audio). Ansonsten ist er funktionsgleich zum X5. Den A2 gibt es mit 20-GB- und 30-GB-Festplatte.
Der Nachfolger des A2 ist der Cowon A3.
Technische Daten: 4" TFT-LCD, TV Out: Component S-Video mit H.264-Support, WMV7/8/9, DivX 3.11/4/5/6, XviD, MPEG-4/-2/-1, D1: NTSC 720x480 / PAL 720x576, 30fps Dokumentenbetrachter: MS Office Hangul PDF. Audio: MP3, OGG, WMA, AC3, WAV, FLAC, APE, AAC. Verwendbar als USB-Host.
Der Q5 ist ein PMP zum Abspielen von Audio- und Videodaten und kann auch als Textreader genutzt werden. Er unterstützt kein Videorecording, ist aber z. B. um Navigationssysteme erweiterbar. Der Q5W (die europäische Version des Q5) hat integriertes WLAN, ist mit einem Webbrowser ausgestattet und ist somit internet- und auch netzwerkfähig. Das Display hat eine Auflösung von 800 × 480 Bildpunkten.
Rockbox kann als alternative Firmware auf dem X5 installiert werden.
Der iAudio M5 entspricht einer vereinfachten Version des X5 (ohne FM-Radio, ohne Videofunktion, mit Schwarzweiß-Display und ohne USB On-The-Go).

#### iAudio 6
Auf der CES 2006 in Las Vegas präsentierte iAudio den ersten Medienplayer mit 0,85"-Festplatte. Hierbei kam auch das innovative Bedienungssystem mit dem Namen Swing Touch zum Einsatz. Der iAudio 6 verfügt über USB On-the-go und UKW-Radio.

## BBE und jetEffect
Seit dem iAudio 4 verfügen alle iAudio-Player über BBE-Soundeffekte, welche über das jetEffect-Menü angewählt werden können, z. B. einen 5-Band-Equalizer, verschiedene Presets sowie das eigentliche BBE-System.
jetEffect verfügt über folgende BBE-Klangverbesserungsoptionen:
- BBE (für mehr Brillanz und Klarheit im Klang)
- BBE Mach3Bass (um den Klang im Bassbereich zu verbessern und zu verstärken)
- BBE MP (restauriert und verbessert den Klang bei verlustbehaftet komprimierten Audiodateien, wie MP3, WMA, Vorbis, AAC usw.)
- BBE 3D Surround (um den 3D-Audio-Effekt zu verstärken)

## jetAudio und jetShell
Allen iAudio Playern liegt der Softwaremedienplayer jetAudio bei.
Zum Übertragen von Daten zwischen iAudio und dem PC wird das Freewareprogramm jetShell von Cowon benutzt; sofern keine Umwandlung nötig ist, kann stattdessen auch jeder Dateimanager verwendet werden.